# 安柄俊
安 柄俊（アン・ビョンジュン、朝鮮語: 안병준 、1990年5月22日 - ）は、東京都国分寺市出身の元プロサッカー選手。元北朝鮮代表。現役時代のポジションはフォワード。
Kリーグ2得点王のタイトルとKリーグ2アワードのベストイレブンおよびMVPを2年連続で獲得した人物である。

## 来歴
横河武蔵野FC（現：東京武蔵野シティFC）の下部組織出身。在日朝鮮人3世 であり、東京朝鮮中高級学校高級部に在学中に韓国で行われた2007 FIFA U-17ワールドカップにU-17北朝鮮代表として参加した。
中央大学に進学。2年生の夏、関東大学選抜の韓国遠征メンバーに選ばれたが、入国ビザが朝鮮籍であるため間に合わず、遠征には帯同できなかった。大学関係者からは「朝鮮籍では将来いろいろな国に行くにも制約があるからプロを目指すならこの際、国籍を変えてはどうか」と打診があったが、引き続き北朝鮮代表としてプレーすることを決断した。
2011年3月、AFCチャレンジカップ2012最終予選に出場するA代表に初招集。予選前の3月26日、アラブ首長国連邦で行われた国際親善試合のイラク戦でA代表デビューした。同年6月にはU-22北朝鮮代表に選出され、ロンドンオリンピックアジア2次予選の2試合に出場したが、チームは敗退した。

### 川崎フロンターレ
2013年より、川崎フロンターレに入団。同年1月21日に以前から痛めていた右膝半月板の手術を行い、全治2カ月と診断された。5月15日、ナビスコ杯予選リーグの大宮アルディージャ戦でプロデビューを果たしたが、その後再び膝を痛め戦列を離脱。7月18日、再手術を行い全治3カ月と発表された。
2014年9月14日、J1第23節徳島ヴォルティス戦でJリーグ初得点を挙げた。

### ジェフユナイテッド市原・千葉
2015年7月からジェフ千葉に期限付き移籍。12月25日に期限付き移籍満了が発表された。

### ツエーゲン金沢
2016年よりツエーゲン金沢に期限付き移籍で加入した が、負傷離脱もありプレイ時間は限られた。

### ロアッソ熊本
2017年1月4日、ツエーゲン金沢への期限付き移籍満了および、ロアッソ熊本への完全移籍が発表された。後に熊本時代にサッカー観を根本的に変えるコーチに出会ったこと、それ以来オフザボールの動きや状況に応じたポジショニングを意識するようになったと語っている。熊本では攻撃の中心的選手として活躍し、2017年は7ゴール、2018年は10ゴール4アシストを記録した。2018年には北朝鮮代表に選出され、EAFFでの日本代表戦に出場し、ロアッソ熊本にとって初めてのA代表に選出され公式戦に出場した選手となった。

### 水原FC
2018年12月27日、Kリーグ2の水原FCへの完全移籍が発表された。Kリーグでプレーする4人目の北朝鮮国籍の選手となった。2019年2月のSPORTS-Gのインタビューで「（南北関係の変化から）北朝鮮国籍のあなたに多くの関心が集中するようですが、ファンがどのように見てくれたら？」との質問に「私は国籍関係なく1人のサッカー選手として見てほしいです。水原FCの昇格のために全力でプレーするつもりです。」と答えている。
2019年3月31日、大田シチズン戦にて移籍後リーグ戦初ゴールを記録。2019シーズンは怪我の影響もあって17試合出場8ゴールに留まったものの、続く2020年シーズンは25試合に出場して20ゴールを記録してKリーグ2得点王となり、10ゴールを記録した石田雅俊とともに水原をKリーグ1昇格に導く原動力となった。この活躍により、Kリーグ2アワード2020でベストイレブンおよびMVPに選出された。

### 釜山アイパーク
水原との契約は2020年までとなっていたものの、朝鮮日報によれば安柄俊は韓国プロサッカー連盟によって外国人に分類されるためローカルルールによって契約満了後も移籍金が発生するとされた（後にこの規定は廃止）。このため多くのKリーグクラブが関心を示すものの多額の移籍金が必要となるためにディールの成立には至らない状況が続く中で、12月21日に水原と江原FCとの間で李英才との交換トレードが浮上した。しかし、2021年1月14日、安柄俊に関してはメディカルチェックで問題が見つかったため江原への移籍が破談となったことが報じられた。その後、1月21日にKリーグ2に降格した釜山アイパークが獲得に乗り出し、メディカルチェックでもお墨付きが与えられたとの報道があり、翌1月22日に釜山アイパーク加入が正式に発表された。
Kリーグ2に個人残留する形となった2021年シーズン、チームは5位に終わって1年でのKリーグ1復帰はならなかったが、自身は34試合に出場して23ゴール4アシストを記録し、2年連続でKリーグ2得点王に輝いた。この活躍により、Kリーグ2アワード2021で2年連続でベストイレブンおよびMVPに選出された。

### 水原三星ブルーウィングス
2022年7月4日、釜山と水原三星ブルーウィングスとの間でトレードに合意したと朝鮮日報が報じ、7月6日に1年半契約で水原三星ブルーウィングスに完全移籍加入することが正式に発表された。自身初のKリーグ1挑戦となった2022年シーズン後半は公式戦20試合に出場して8ゴールを記録し、不振にあえぐチームのKリーグ1残留に貢献した。しかし、翌2023年シーズンはリーグ戦で29試合に出場するも5ゴールに留まり、チームのKリーグ2降格を阻止できなかった。

### 釜山復帰・水原復帰・引退
2024年1月12日、釜山アイパークに復帰。
2024年7月6日、水原FCに復帰。
2024年12月9日、自身のInstagramアカウントで現役引退を表明。

## 私生活
- 25歳の時に高校時代から付き合っていた女性と結婚し1男1女をもうけている。妻と子供は韓国国籍である[10]。また、家族は釜山に住んでおり、水原三星時代は単身赴任で頻繁に釜山と行き来する生活を1年半送っていたとのことである[25]。
- 水原時代には日本語の通訳がいなかったため石田雅俊の通訳の役割も担っていた[26]。

## 所属クラブ
- 西東京朝鮮第一初中級学校初級部[2]
- 横河電機ジュニア（西東京朝鮮第一初中級学校初級部）[2]
- 横河武蔵野FCジュニアユース（西東京朝鮮第一初中級学校中級部）[2]
- 東京朝鮮中高級学校高級部[2]
- 2009年 - 2012年 中央大学[2]
- 2013年 - 2016年  川崎フロンターレ
  - 2015年7月 - 同年12月  ジェフユナイテッド千葉 (期限付き移籍)
  - 2016年  ツエーゲン金沢 (期限付き移籍)
- 2017年 - 2018年  ロアッソ熊本
- 2019年 - 2020年  水原FC
- 2021年 - 2022年7月  釜山アイパーク
- 2022年7月 - 2023年  水原三星ブルーウィングス
- 2024年1月 - 同年6月  釜山アイパーク
- 2024年7月 - 同年12月  水原FC

## 個人成績
| 国内大会個人成績 | 国内大会個人成績 | 国内大会個人成績 | 国内大会個人成績 | 国内大会個人成績 | 国内大会個人成績 | 国内大会個人成績 | 国内大会個人成績 | 国内大会個人成績 | 国内大会個人成績 | 国内大会個人成績 | 国内大会個人成績 |
| 年度             | クラブ           | 背番号           | リーグ           | リーグ戦         | リーグ戦         | リーグ杯         | リーグ杯         | オープン杯       | オープン杯       | 期間通算         | 期間通算         |
| 年度             | クラブ           | 背番号           | リーグ           | 出場             | 得点             | 出場             | 得点             | 出場             | 得点             | 出場             | 得点             |
| 日本             | 日本             | 日本             | 日本             | リーグ戦         | リーグ戦         | リーグ杯         | リーグ杯         | 天皇杯           | 天皇杯           | 期間通算         | 期間通算         |
| ---------------- | ---------------- | ---------------- | ---------------- | ---------------- | ---------------- | ---------------- | ---------------- | ---------------- | ---------------- | ---------------- | ---------------- |
| 2013             | 川崎             | 27               | J1               | 0                | 0                | 1                | 0                | 0                | 0                | 1                | 0                |
| 2014             | 川崎             | 27               | J1               | 5                | 1                | 0                | 0                | 1                | 0                | 6                | 1                |
| 2015             | 川崎             | 27               | J1               | 2                | 0                | 2                | 0                | -                | -                | 4                | 0                |
| 2015             | 千葉             | 18               | J2               | 10               | 0                | -                | -                | 1                | 2                | 11               | 2                |
| 2016             | 金沢             | 9                | J2               | 15               | 2                | -                | -                | 1                | 0                | 16               | 2                |
| 2017             | 熊本             | 9                | J2               | 33               | 7                | -                | -                | 0                | 0                | 37               | 7                |
| 2018             | 熊本             | 9                | J2               | 36               | 10               | -                | -                | 0                | 0                | 36               | 10               |
| 通算             | 日本             | 日本             | J1               | 7                | 1                | 3                | 0                | 1                | 0                | 11               | 1                |
| 通算             | 日本             | 日本             | J2               | 94               | 19               | -                | -                | 2                | 2                | 96               | 21               |
| 総通算           | 総通算           | 総通算           | 総通算           | 101              | 20               | 3                | 0                | 3                | 2                | 107              | 22               |

その他の公式戦
- 2016年
  - J2・J3入れ替え戦 2試合0得点

| 国際大会個人成績 | 国際大会個人成績 | 国際大会個人成績 | 国際大会個人成績 | 国際大会個人成績 |
| 年度             | クラブ           | 背番号           | 出場             | 得点             |
| AFC              | AFC              | AFC              | ACL              | ACL              |
| ---------------- | ---------------- | ---------------- | ---------------- | ---------------- |
| 2014             | 川崎             | 27               | 0                | 0                |
| 通算             | AFC              | AFC              | 0                | 0                |

- 公式戦初出場 - 2013年5月15日 ナビスコ杯予選リーグ第6節 vs大宮アルディージャ（等々力)）
- Jリーグ初出場 - 2014年3月23日 J1第4節 vsFC東京（味スタ）
- Jリーグ初得点 - 2014年9月13日 J1第23節 vs徳島ヴォルティス（等々力）

## 代表歴

### 出場大会
- U-17北朝鮮代表
  - 2007 FIFA U-17ワールドカップ
- U-23北朝鮮代表
  - ロンドンオリンピックアジア2次予選
- 朝鮮民主主義人民共和国代表
  - AFCチャレンジカップ2012最終予選
  - 東アジアカップ2015
  - EAFF E-1フットボールチャンピオンシップ2017

### 試合数
- 国際Aマッチ 11試合（2011年-2017年）[27]

| 北朝鮮代表 | 国際Aマッチ | 国際Aマッチ |
| 年         | 出場        | 得点        |
| ---------- | ----------- | ----------- |
| 2011       | 2           | 0           |
| 2012       | 0           | 0           |
| 2013       | 0           | 0           |
| 2014       | 0           | 0           |
| 2015       | 6           | 0           |
| 2016       | 0           | 0           |
| 2017       | 3           | 0           |
| 通算       | 11          | 0           |